# Маяк острова Перкинса
Маяк острова Перкинса (англ. Perkins Island Light) — маяк, расположенный на берегу реки Кеннебек на острове Перкинса, округ Сагадахок, штат Мэн, США. Построен в 1825 году. Автоматизирован в 1959 году.

## История
В 1884 году была основана верфь Bath Iron Works, и довольно скоро она стала одним из крупнейших предприятий отрасли, строящим много кораблей, которым она остается и по сей день. Потому возникла необходимость в улучшении навигации по реке Кеннебек, ведущей к верфи. Средства на строительство 5 маяков вдоль реки Кеннебек в размере 17 000$ были выделены Конгрессом США 2 марта 1895 года. В 1898 году постройка маяка была завершена. Маяк представлял собой восьмиугольную башню высотой 7 метров, построенную по тому же проекту, что и маяк Даблинг Пойнт. Дом смотрителя также был выполнен из дерева. В 1901 году был построен эллинг, который до настоящего времени не сохранился. 15 января 1902 на маяк установили линзу Френеля. В 1902 году также построили противотуманную колокольню, а в 1906 году - небольшую котельную.
Маяк был автоматизирован Береговой охраной США в 1959 году. После чего большинство зданий перешло в собственность штата Мэн.
В 1988 году он был включен в Национальный реестр исторических мест.
В 2014 году дом смотрителя был отреставрирован на пожертвования местных жителей.